# Nazwy miejscowe Polski
Nazwy miejscowe Polski – encyklopedyczny słownik poświęcony nazewnictwu miejscowości leżących na terenie Polski, pod redakcją Kazimierza Rymuta, wydawany w tomach od 1996 .

## Historia
Słownik został opracowywany w Pracowni Topomastycznej Instytutu Języka Polskiego PAN w Krakowie na podstawie kartoteki Słownika nazw miejscowych Polski .

## Zawartość
Zakres słownika obejmuje nazewnictwo miejscowości leżących na terytorium obecnej Polski. W publikacji nie zostały ujęte nazwy miejscowości znajdujące się w historycznych granicach Polski z innych okresów. Nie uwzględniono również nazwy części wsi, kolonii oraz przysiółków, a w miastach nazwy dzielnic, osiedli, placów i ulic, chyba że stanowią one pozostałość po dawniej istniejących wsiach. Słownik przedstawia również nazwy miejscowości nieistniejących, które zanikły i wyludniły się. Celem publikacji jest przedstawienie, dokumentacja oraz objaśnienie historii poszczególnych nazw .

## Krytyka
Pierwsze dwa tomy wydane w latach 1996–1997 spotkały się z krytyką historyka Marka Derwicha, który wytknął autorom szereg błędów związanych głównie z datowaniem nazw miejscowości. W recenzji krytycznej, jaka ukazała się na łamach „Studiów źródłoznawczych”, wymienił wiele przykładów błędnego datowania nazw i wskazał, że niektóre miejscowości posiadają wcześniejszą dokumentację od tej podanej w słowniku .

## Wydania
Po raz pierwszy publikacja wydana została w 1996. Dodruk do pierwszego wydania dofinansowany został przez Komitet Badań Naukowych w 2004. Całość wydawnictwa posiada numer ISBN 83-85579-29-X. Wydano następujące tomy:
- Tom I, (A-B), 418 stron, data wyd. 1996, ISBN 83-85579-34-6[1] ,
- Tom II, (C-D), 518 stron, data wyd. 1997, ISBN 83-85579-64-8,
- Tom III, (E-I), 542 stron, data wyd. 1999, ISBN 83-87795-45-3,
- Tom IV, (J-Kn), 539 stron, data wyd. 2001, ISBN 83-87623-36-9,
- Tom V, (Ko-Ky), 533 stron, data wyd. 2003, ISBN 83-87623-68-7,
- Tom VI, (L-Ma), 564 stron, data wyd. 2005, ISBN 83-88866-26-5,
- Tom VII, (Mą-N), 547 stron, data wyd. 2007, ISBN 978-83-88866-48-7,
- Tom VIII, (O-Pn), 559 stron, data wyd. 2009, ISBN 978-83-88866-71-5,
- Tom IX, (Po-Q), 413 stron, data wyd. 2013, ISBN 978-83-64007-04-0,
- Tom X, (Ra-Re), 160 stron, data wyd. 2015, ISBN 978-83-64007-19-4,
- Tom XI, (Rę-Rs), 146 stron, data wyd. 2015, ISBN 978-83-64007-20-0,
- Tom XII, (Ru-Rż), 168 stron, data wyd. 2015, ISBN 978-83-64007-21-7,
- Tom XIII, (Sa-Si), 216 stron, data wyd. 2016, ISBN 978-83-64007-35-4
- Tom XIV, (Sk- Sn), 197 stron, data wyd. 2017, ISBN 978-83-64007-42-2
- Tom XV, (So- Stą), 236 stron, data wyd. 2018, ISBN 978-83-64007-50-7
- Tom XVI, (Stb- Sy), 304 stron, data wyd. 2021, ISBN 978-83-64007-79-8